# Kornellsläktet
Kornellsläktet (Cornus) är en växtsläkte i familjen kornellväxter med cirka 60 arter.
Kornellsläktets arter är vanligen buskar, mer sällan träd eller halvbuskar (som ofta beskrivs som fleråriga örter). Bladen sitter motsatta och har enkla, helbräddade blad. Blomställningarna är toppställda eller kommer i bladvecken. Blommorna sitter i flockar eller i kvastar. Kronbladen är fyra. Fodret är klock- till urnlikt med fyra små tänder. Ståndarna är fyra och är fästade mellan kronbladen. Fruktämnet är översittande och består av två karpeller. Frukten är ett bär med två frön.

## Arter
- Amerikanskt hönsbär (C. canadensis)
- Blomsterkornell (Cornus florida)
- Cornus alternifolia
- Cornus amomum
- Cornus asperifolia
- Cornus chinensis
- Cornus disciflora
- Cornus drummondii
- Cornus elliptica
- Cornus excelsa
- Cornus foemina
- Cornus hemsleyi
- Cornus macrophylla
- Cornus obliqua
- Cornus oblonga
- Cornus racemosa
- Cornus rugosa
- Cornus unalaschkensis
- Cornus walteri
- Hybridhönsbär (C. ×unalaschkensis
- Hönsbär (C. suecica)
- Koreansk blomsterkornell (C. kousa)
- Kranskornell (C. alternifolia)
- Körsbärskornell (C. mas)
- Pagodkornell (C. controversa)
- Rysk kornell (C. alba)
- Skogskornell (C. sanguinea)
- Smultronkornell (C. capitata)
- Stor blomsterkornell (C. nuttallii)
- Videkornell (C. sericea)